# Нордсхесхют
Нордсхесхют (нід. Noordscheschut) — село в нідерландській провінції Дренте. Входить до муніципалітету Гогевен.
Його площа становить 4,71 км², а населення станом на 2021 рік складало 2 085 осіб.
Перша згадка про населений пункт датується 1850-ими роками.